# Racale
Racale är en ort och kommun i provinsen Lecce i regionen Apulien i Italien. Kommunen hade 11 011 invånare (2017).